# 羅百氏傍人
羅百氏傍人（Paranthropus robustus），又名粗壯傍人，是於1938年在南部非洲發現的化石。羅伯氏傍人的頭顱骨發展傾向成為重型的咀嚼工具。由於牠明顯與南方古猿有關，故羅伯特·布魯姆（Robert Broom）為牠成立了獨立的傍人屬。
羅百氏傍人估計是屬於200-120萬年前。牠有大的矢狀嵴、顎骨、顎肌及後犬齒牙齒，故適合生活在乾旱的環境。

## 發現歷史
在雷蒙·達特（Raymond Dart）發現非洲南猿後，羅伯特·布魯姆支持達特指非洲南猿是智人的祖先。布魯姆在南部非洲進一步發現了更多非洲南猿的標本。於1938年，布魯姆以70歲的高齡，在南非斯瓦特克朗發現一個很像非洲南猿的頭顱骨及牙齒，但卻更為粗壯。這個化石包括了部份頭顱骨及牙齒，全部可以追溯至200萬年前。發現類似化石的位點包括有南非的克羅姆德萊、斯瓦特克朗、德里莫倫、岡多林及Coopers洞穴。在斯瓦特克朗的洞穴中，一共發現了130個個體。人科齒列的研究發現這些化石很小是老於17歲。
羅百氏傍人是較鮑氏傍人及衣索比亞傍人更早發現的人科粗壯種。布魯姆的這個發現是首個粗壯南方古猿，並是繼達特的非洲南猿後第二個南方古猿。布魯姆從南方古猿發現智人的演化並非單一直線，而是複雜的分化而成。

## 形態
羅百氏傍人的頭顱骨有點像大猩猩的，而顎骨及牙齒比人屬的更為堅固。羅伯特·布魯姆亦發現牠們的頭蓋頂開始有矢狀嵴，作為肌肉的連接點。編號DNH 7的羅百氏傍人頭顱骨是於1994年在南部非洲的德里莫倫洞穴發現，估計屬於230萬年前，可能是一頭雌性。其他羅百氏傍人的遺骸亦有在南部非洲發現。
羅百氏傍人的牙齒比南方古猿更大及厚，最初布魯姆根據其形態而將牠分類為粗壯南方古猿。牠的牙齒差不多與鮑氏傍人的一樣大，而臼齒更像大猩猩的。雄性羅百氏傍人站立時只有4呎高及重54公斤，而雌性站立時則矮於1米及重40公斤。羅百氏傍人明顯的是兩性異形。
羅百氏傍人的腦部平均約有410-530立方厘米大，差不多等於黑猩猩的腦部。有些學者指羅百氏傍人是吃硬的食物，如堅果等，因為牠們是生活在林地及大草原。另有研究指牠們是雜食性的。而其他學者則指牠們只會在有食物壓力下吃硬的食物。

## 外部連結
- MNSU
- Archaeology Info （页面存档备份，存于）
- Smithsonian （页面存档备份，存于）
- Most complete ape-man skull found - but he is a she （页面存档备份，存于）
- Researchers discuss ape-man fossil find （页面存档备份，存于）
- Coopers Cave Home Page[永久]